# Муркозь-Омга
Мурко́зь-Омга́ (рос. Муркозь-Омга) — присілок в Кізнерському районі Удмуртії, Росія.
Населення становить 201 особа (2010, 319 у 2002).
Національний склад (2002):
- удмурти — 74 %

Урбаноніми:
- вулиці — Верхня, Нижня, Нова